# Fridtjof Nansen

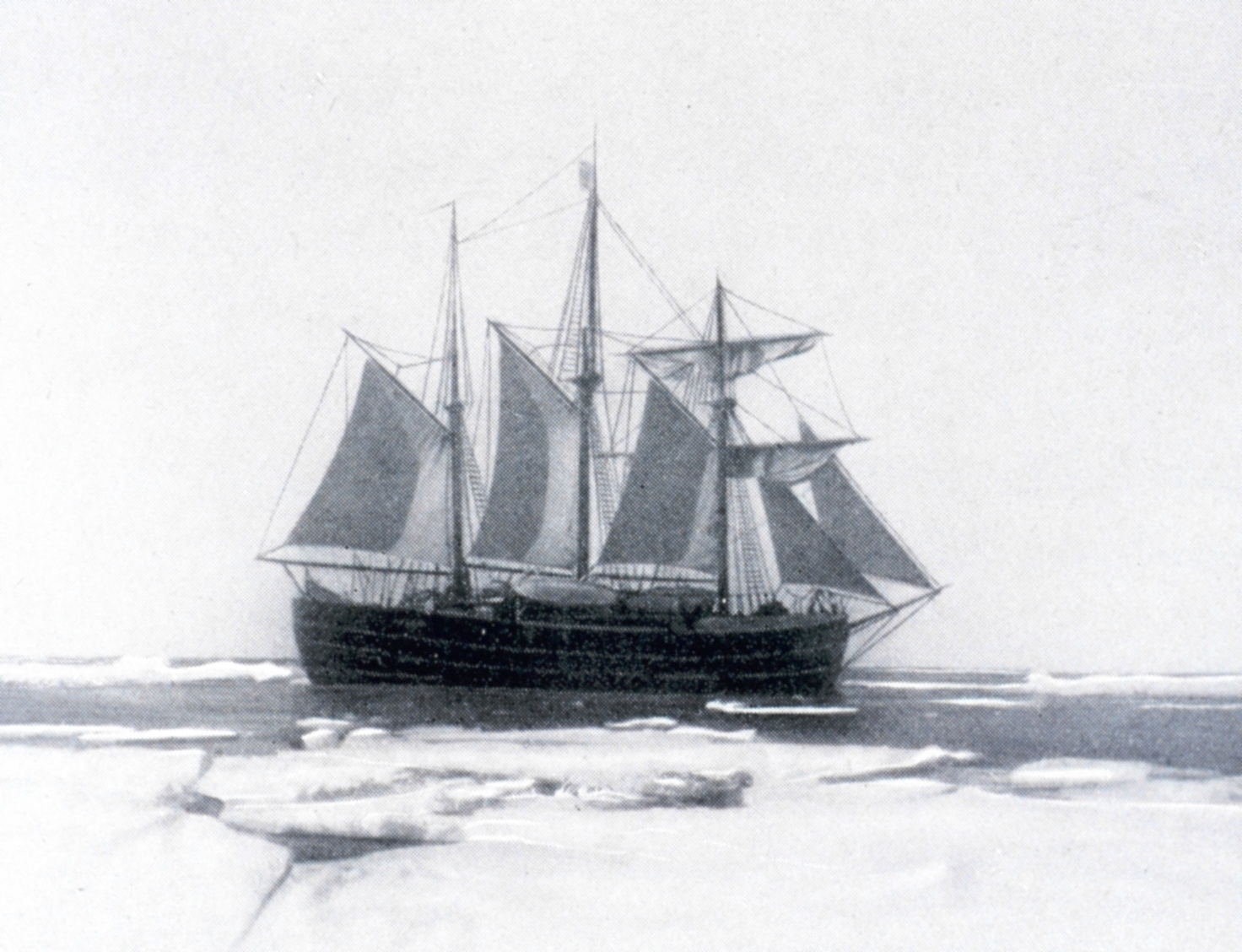
Polarskeppet Fram.

Fridtjof Wedel-Jarlsberg Nansen, född 10 oktober 1861 i Vestre Aker nära Kristiania (nuvarande Oslo), död 13 maj 1930 i Lysaker nära Oslo, var en norsk upptäcktsresande, oceanograf, zoolog och diplomat, sonson till Hans Leierdahl Nansen, far till Odd Nansen.
Sin första upptäcktsresa gjorde Fridtjof Nansen 1882 till vattnet runt Grönland. 1888 åkte han med en sexmannaexpedition över öns inlandsis med skidor från östkusten till västkusten, för att utforska om inlandsisen täckte hela ön från kust till kust.
1893 seglade Fridtjof Nansen med skeppet Fram norrut till Arktis. Skeppet var specialbyggt för ishavet. Det var tänkt att skeppet skulle frysa fast i isen och driva med den till nordpolen. När det blev klart att skeppet inte kunde nå polen lämnade Nansen tillsammans med Hjalmar Johansen fartyget. De tog sig fram med hundspann och skidor och nådde den 7 april 86 grader 14 minuter nordlig bredd, det närmaste de kom nordpolen och det nordligaste någon människa dittills nått.
Nansen var professor vid universitetet i Kristiania (nuvarande Oslo) och norsk ambassadör i London från 1906 till 1908. Efter första världskriget var han funktionär i Nationernas förbund och ansvarig för flyktingfrågor där och han tog initiativ till så kallat Nansenpass. För sitt arbete mottog han 1922 Nobels fredspris.
Till hans minne instiftade Förenta nationerna Nansenpriset 1954.

## Privatliv
Fridtjof Nansen föddes 10 oktober 1861 på gården Store Frøen i Vestre Aker strax utanför Kristiania (Oslo). Hans far var advokat Baldur Fridtjof Nansen. Hans mor Adelaide Johanne Thekla Isidore var dotter till majoren baron Christian Frederik Vilhelm Wedel-Jarlsberg. Hon var först gift med löjtnant Bølling.
Fridtjof Nansen hade sex halvsyskon och en bror. Han gick skola i Kristiania och intresserade sig redan här för naturämnena. Efter skolgången ville han bli officer i marinen, men på faderns inrådan började han i stället att studera zoologi vid Det Kongelige Frederiks Universitet i Kristiania under perioden 1880–1882. År 1882 fick han anställning som konservator vid Bergens Museum, och där skrev han avhandlingen om pirålens nervsystem, som resulterade i en doktorsgrad 1888. Medan han arbetade i Bergen fick han möjlighet att åka med en sälfångstskuta till Norra ishavet och Grönland, där han fick sin första arktiska erfarenhet och idén till skidfärden över Grönlands inlandsis.
Fridtjof Nansen gifte sig den 11 augusti 1889 med konsertsångerskan Eva Nansen. Hon dog den 9 december 1907. De hade fem barn tillsammans. Nansen gifte sig ånyo 1919 med Sigrun Munthe.
Fridtjof Nansen dog 68 år gammal den 13 maj 1930 och jordfästes den 17 maj. Gravfärden från universitetsaulan blev en nationell begivenhet med två minuters tystnad och flaggor på halv stång över hela landet. Urnan gravsattes i trädgården hemma på Polhøgda utanför Lysaker i Bærum.
Från 1958 är Polhøgda en forskningsstiftelse som bedriver forskning knutet till Nansens arbetsfält genom Fridtjof Nansens Institutt.

## Vetenskapsmannen

### Zoolog, oceanograf och Norges första doktorsavhandling i neurobiologi
Nansen utbildade sig inom medicin och biologi i Bergen, och blev konservator på Bergen museum 1882 där han sorterade havsprover av växter och djur från en havsexpedition på Nordatlanten. Under detta arbete bestämde han sig för att specialisera sig på neuroanatomi, i första hand hos lägrestående ryggradsdjur som ringmaskar, pirålar och lansettfiskar. Detta ledde till banbrytande arbete i beskrivningen av nervcellernas kontaktpunkter (synapser).
På hösten 1885 blev Nansen färdig med sin första avhandling, Bidrag til Myzostomernes Anatomi og Histologi. År 1886 följde avhandlingen Foreløbig Meddelelse om Undersøgelser over Centralnervesystemets histologiske bygning hos Ascidiene samt hos Myxine Glutinosa, som var ett förarbete till hans doktorsavhandling The structure and combination of the histological elements of the central nervous system. Avhandlingen var ett viktigt bidrag till den begynnande neurovetenskapen, och effekterna av detta arbete är kanske hans största bidrag till mänskligheten. Nansen var med att utforma neuronteorin, som hans kollega Santiago Ramón y Cajal fick nobelpriset för 1906. Teorin om hur nervceller kommunicerar med varandra och skapar neurala nätverk har varit grundläggande i förståelsen av hur hjärnan verkar.
Nansen var professor i zoologi 1897–1908 och i oceanografi 1908–1930 vid Det Kongelige Frederiks Universitet (senare känt som Universitetet i Oslo).

### På skidor över Grönland 1888

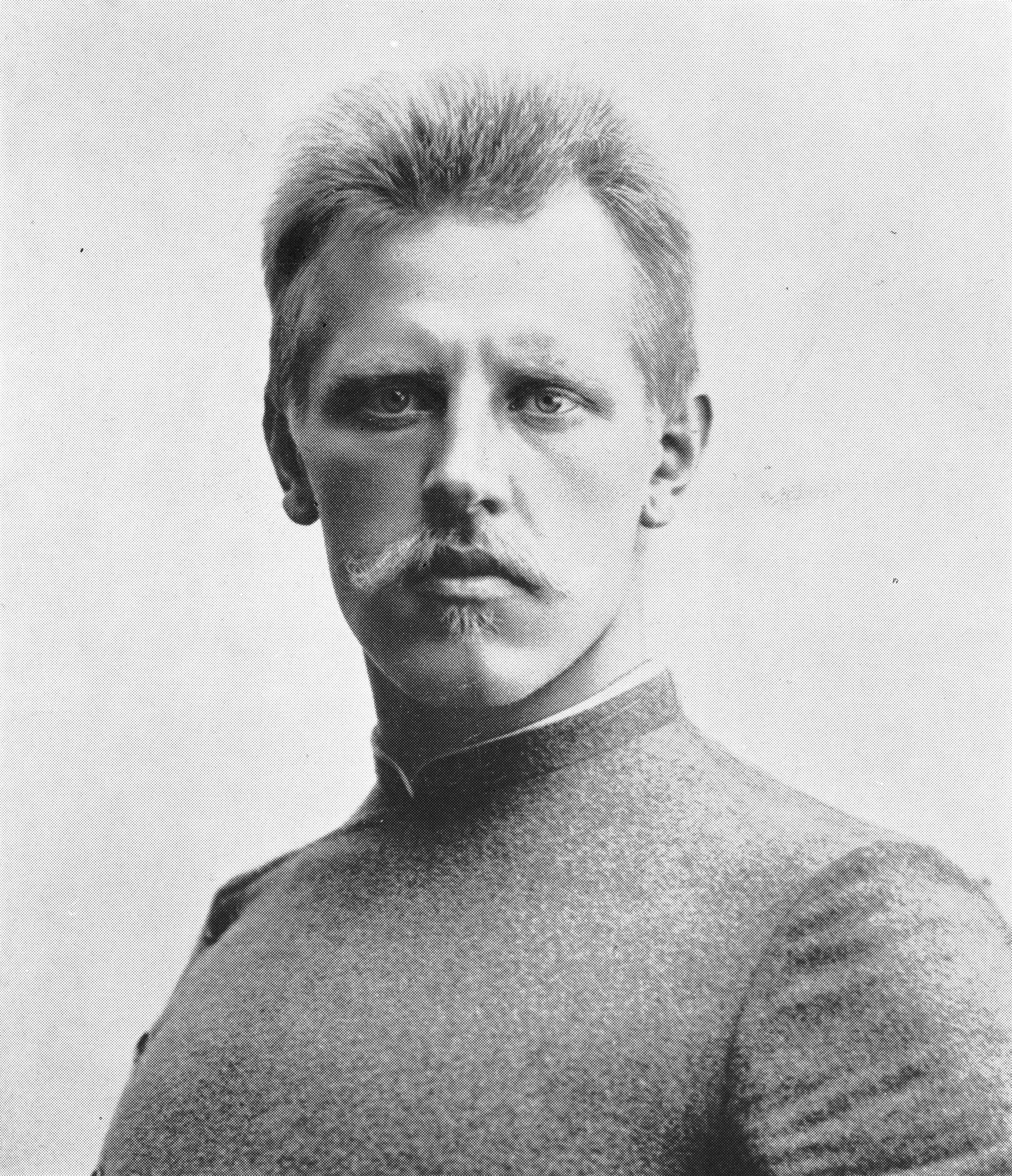

Nansen önskade utforska det inre av Grönland. Tidigare expeditioner, bland andra Adolf Erik Nordenskiölds hade försökt gå från den bebodda västkusten till den obebodda östkusten. Nansen bestämde sig i stället för att gå från öst mot väst. Olika auktoriteter angrep honom för detta, men han trotsade varningarna. Som medresenärer valde den 26 år gamle Nansen Otto Sverdrup (33 år), Samuel Balto (27), Oluf Christian Dietrichson (32), Ole Nilsen Ravna (46) och Kristian Kristiansen (23).
På grund av isförhållandena lyckades Nansen och hans män inte komma i land när expeditionen ankom till Grönlands östkust med sälfångarskutan Jason. De drev i flera dygn på ett isflak söderut längs kusten. Efter att ha kommit in till land, rodde och seglade de i två små båtar i tolv dygn norrut längs östkusten. På skidor lämnade de Umivik 15 augusti 1888, och de anlände till Ameralikfjorden på västkusten den 29 september 1888. Det här var det första dokumenterade korsandet av Grönland.
Den 3 oktober ankom de Godthåb (Nuuk), men måste övervintra där eftersom den sista båten för vintern hade gått. Under den perioden studerade Nansen inuiterna och lärde sig mycket om kajaker, rodd och överlevnad i extrema förhållanden. Efter resan skrev han också två böcker, Paa ski over Grønland (1890) och Eskimoliv (1891). Nansen ansåg själv senare att det viktigaste med resan var att den blev inledningen till den rad norska polarfärder av större räckvidd som senare kom att genomföras.

### Genomkorsandet av Norra Ishavet med Fram
Nansens idé om att driva med ett skepp till Nordpolen kom till då han 1884 läste en artikel i Morgenbladet av professor Henrik Mohn om en transpolar ström i det arktiska havet. Artikeln hänvisade till att vrakgods hittats vid Grönlandskusten från fartyget Jeanette som hade förlist och tryckts ned i isen norr om Nysibiriska öarna 1881.

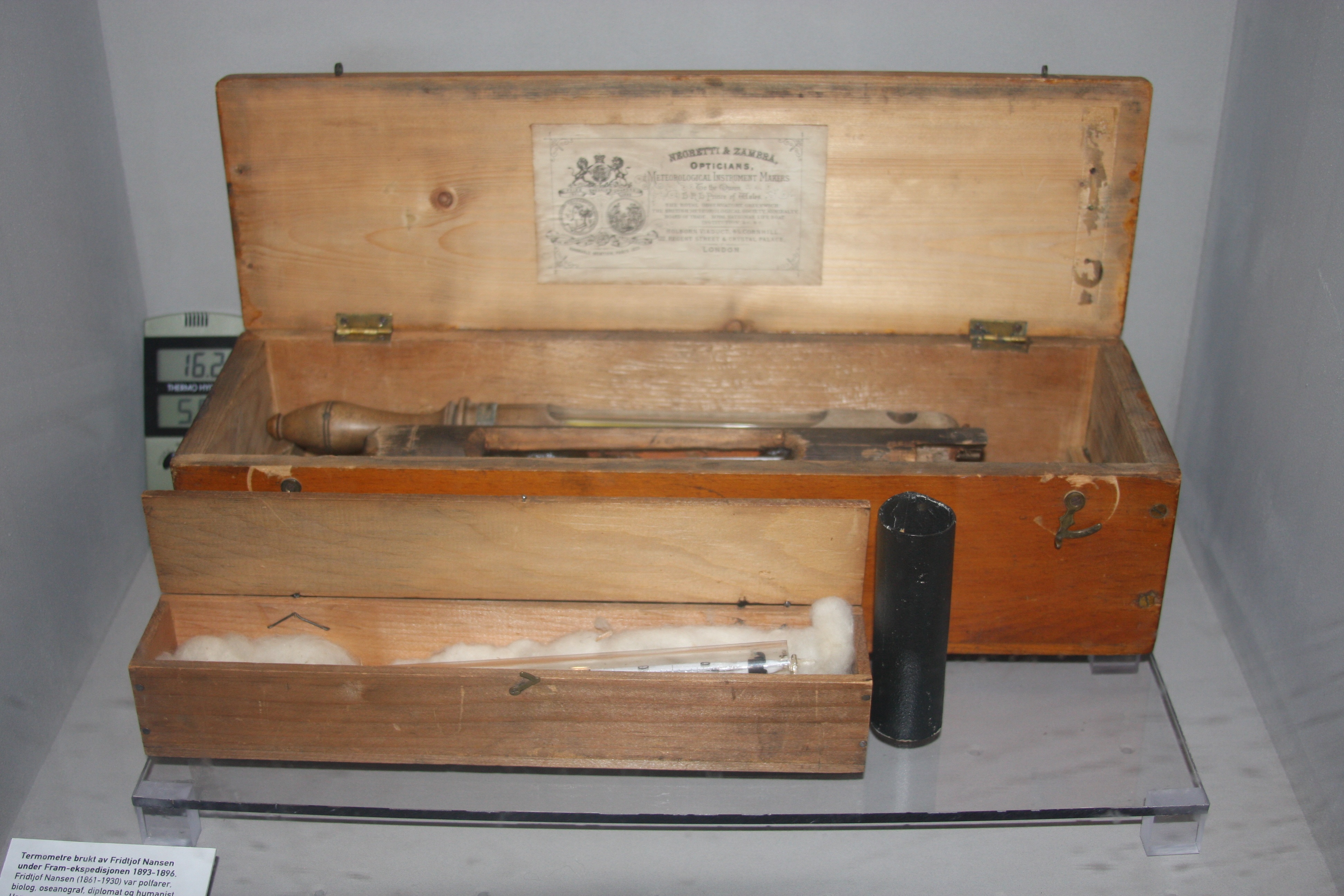
Termometrar använda av Nansen på Fram-expeditionen. Teknisk Museum, Oslo.

Från 1893 ledde Nansen en expedition med det specialbyggda polarfartyget Fram. Expeditionen sponsrades bland annat av den svensk-norska kungen Oscar II som bidrog med 100 000 kronor. Nansen hade valt Otto Sverdrup till kapten ombord. Övriga deltagare i expeditionen var Sigurd Scott Hansen, geofysisk observatör, Henrik Greve Blessing, läkare, Theodor Claudius Jacobsen, styrman, Anton Amundsen, förstemaskinist, Adolf Juell, stuert, Lars Pettersen, andremaskinist, Hjalmar Johansen, eldare och meteorologiassistent, Peder Leonard Hendriksen, alltiallo, Bernhard Nordahl, elektriker och meteorologiassistent, Ivar Otto Irgens Mogstad, alltiallo, och Bernt Bentsen, alltiallo.
Fram lämnade Norge från Vardø den 21 juli 1893, seglade öster om Nordostpassagen längs Sibiriens nordkust till 133° 37' grader öst. Den 22 september 1893 frös fartyget fast i isen och drevs med över Ishavet i tre år. Detta var planerat, och avsikten var att Fram skulle driva med isen över polpunkten, så att expeditionen skulle bli den första som kom till Nordpolen. Nansen visste att det hittats trä från Sibirien på Grönlands östkust, så allt tydde på att hela nordpolsområdet var hav. Expeditionen företog många vetenskapliga observationer och mätningar inom meteorologi, magnetism, oceanografi och astronomi.

### På skidor mot nordpolen
Nansens plan om att låta Fram driva över polpunkten slog fel. Fartyget hade inte kommit långt nog österut innan den frös fast i isen norr om Sibirien. Efter två övervintringar i Fram övergav Nansen och Hjalmar Johansen, den 14 mars 1895, skeppet för att skida mot nordpolen med hundspann om 3 slädar och 27 hundar. Det var minus 40 grader Celsius på avresedagen. Fram var då 600 kilometer från nordpolen. Den 7 april snuddade de 86° 14' nordlig bredd, när de kom fram till att det inte gick att gå till nordpolen och tillbaka under loppet av den korta arktiska sommaren. 86° 14' var Nansens egen mätning, och senare har det korrigerats till 86° 04'. Det var ändå den nordligaste punkt som det vid den tidpunkten var dokumenterat att en människa hade varit på. Återfärden blev också mycket strapatsrik, och Nansen och Johansen övervintrade i ett självbyggt vinterkvarter på Frans Josefs land. Hyddan var 3,4 meter lång och 2 meter bred, och var byggd av sten och klädd med is. Hyddans tak var klätt med valrosskinn och också isolerad med snö och is. De överlevde på tran, valrosspäck och isbjörnskött, och späcket användes även som bränsle.
Sommaren 1896 fortsatte de, delvis över land och delvis i självbyggda kajaker. Vid ett tillfälle höll det på att sluta illa: Båda kajakerna drev från land medan de gjorde en paus på iskanten. Nansen överräckte uret till Johansen, kastade av sig några av klädesplaggen och simmade ut i isvattnet och lyckades bärga kajakerna. En annan farlig episod inträffade när en isbjörn plötsligt dök upp och kastade sig över Johansen. Nansen hade lagt ifrån sig geväret och kunde inte nå det. Johansen som låg under björnen ropade då till kamraten: ”Nå må De skynde Dem, ellers kan det være for sent”. Till och med i nödens stund höll man på tilltalsformen. På Kap Flora, längre söderut på Frans Josef land, mötte de den brittiska Jackson-Harmsworth-expeditionen under ledning av Frederick George Jackson. Nansen hade mött Jackson fyra år tidigare i London. Men Jackson kände inte igen denne vildman som plötsligt stod där framför honom. Det finns två versioner av vad som blev sagt när Jackson och Nansen tillfälligt möttes på Kap Flora. Brittens förlösande ord var ”How do you do?” eller ”Doctor Nansen, I presume?”. Nansen och Johansen fick skjuts med det brittiska forskningsfartyget Windward till Nordnorge, och de ankom till Vardø den 13 juli 1896. En vecka senare ankom Fram under ledning av Otto Sverdrup till Skjervøy och de kunde återförenas i Tromsø. Därefter följde en triumffärd längs hela kusten till Kristiania dit de anlände den 9 september. Överallt firades de som nationalhjältar.

### Genom Sibirien
Nansen skrev boken Gjennom Sibir om sin färd nedför Jenisej till Krasnojarsk 1913. I dag är han en av Krasnojarsks största hjältar och fortfarande högst levande i folks minne. Nansens medhjälpare, Jonas Lied, grundlade den gången ett sågbruk i Lesosibirsk vid Jenisej, som sägs vara världens största. Lied och Nansen fick i gång en handelsrutt nedför Jenisej och runt Kolahalvön och Norges kust till Europa som sibirjaker i dag drömmer om att återupprätta.

### Forskningspriser
Flera priser för vetenskaplig insats är knutna till Nansens namn. Den främsta av dessa är Fridtjof Nansens belønning for fremragende forskning med dess associerade Nansenmedaljen for fremragende forskning, som tilldelas för insatser inom humaniora och samhällsfacket samt realfacket och medicin. Framkomiteens Nansenbelønning tilldelas för utforskning av polarområdena inom fackfälten biologi, geografi, geofysik, geologi eller oceanografi.

## Politiker och diplomat

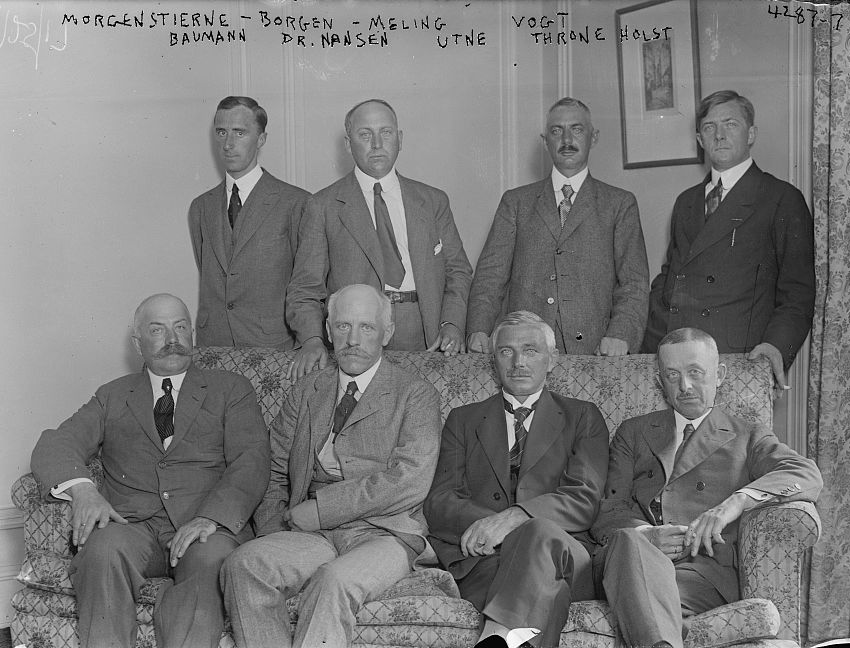
Nansen (främre raden, nr 2 från vänster) som ledare för den norska förhandlingsdelegationen i USA under första världskriget.

Som radikal unionsmotståndare och nationalist deltog Nansen aktivt i självständighetsprocessen för unionsupplösningen 1905. Han utnyttjade sin världsberömmelse och föredragsturnerade utomlands för att sprida förståelse för den norska synen på unionen. Hemma blev han en viktig opinionsbildare med sina föredrag, sina fem appeller i Verdens Gang om vilja och mod, och kampskriften Norge og Foreningen med Sverige. Statsminister Christian Michelsen skickade honom som inofficiell diplomat til London och Berlin, och hans inlägg i The Times den 25 mars ska ha bidragit till att underbygga Norges ställning i unionsstriden. Nansens tal på Festningsplassen den 17 maj 1905 bidrog starkt till den folkliga uppslutningen kring regeringens arbete för unionsupplösning.
I likhet med de ledande politikerna i Michelsens regering var han inledningsvis en utpräglad republikan. Denna ståndpunkt delade han med personligheter som Bjørnstjerne Bjørnson och Arne Garborg. Efter diskussioner, i synnerhet med Sigurd Ibsen, ändrade dessa tre ståndpunkt till att stödja en monarki med den danske prins Carl som norsk kung. Detta med tanke på att det skulle kunna skapa närmare band till Storbritannien. Nansen deltog aktivt på monarkisternas sida i valrörelsen för folkomröstningen 12 och 13 november 1905. Han bidrog aktivt till att övertala prins Carl och prinsessan Maud till att tacka ja till att bli kungapar i Norge. Nansen blev senare en förtrolig och nära vän till kungaparet, och han lärde dem åka skidor.
Nansen utnämndes till Norges första ambassadör i London 1906–1908 och blev en nära vän till kung Edvard VII av Storbritannien. I London uppnådde han brittiska garantier för norsk territoriell suveränitet.
År 1915 blev han, sitt arbete för nedrustning till trots, president i Norges forsvarsforening (NFF). Som en motkraft till Arbeiderpartiets stadiga tillväxt, lanserades Nansen som en möjlig statsministerkandidat i en bred borgerlig samlingsregering, men försöket kollapsade. År 1925 deltog han i stiftelsen av Fedrelandslaget. Fascismen tog han emellertid avstånd från. Nansen blev ledare i Paneuroparörelsen.

## Humanitärt arbete
Efter första världskriget arbetade Fridtjof Nansen för repatriering av krigsfångar och för hjälp till flyktingar. Under västmakternas blockad av den revolutionära regimen i Sovjetunionen försökte han få igenom nödhjälp till den ryska befolkningen, som drabbats av hungersnöd på grund av inbördeskriget.
År 1921 blev Nansen Nationernas förbunds första högkommissarie för flyktingar, och denna ställning utnyttjade han för att skapa Nansenpasset för att hjälpa statslösa flyktingar, först och initialt de 800 000 exilryssar som Lenin 1921 fråntog sitt medborgarskap. Det blev efterhand erkänt av 52 stater. Till de ryssar som på detta sätt fick Nansenpass hör: Marc Chagall, Vladimir Nabokov, Anna Pavlova, Sergej Rachmaninov, och Igor Stravinskij. 
Samma år organiserade han nödhjälpen till de miljontals ryssar som drabbats av hungersnöd. I detta projekt hade han Vidkun Quisling som medarbetare. Efter kriget mellan Turkiet och Grekland bidrog han till fredsavtalet i Lausanne 1923 och till utväxling av fördrivna folkgrupper. Till följd av folkmordet på armenierna i Turkiet var de flesta i den stora armeniska befolkningen fördrivna, och Fridtjof Nansen engagerade sig på 1920-talet särskilt för att skaffa hjälp till de armeniska flyktingarna.
För sitt humanitära och fredsskapande arbete tilldelades Fridtjof Nansen Nobels fredspris 1922. År 1954 upprättades som en internationell hedersbevisning Nansenmedaljen, uppkallad efter honom, att utdelas för förtjänstfull insats för flyktingar. Denna är sedan 2001 knuten till Nansenprisen, som också omfattar en penningbelöning. Nansenskolen, Norsk Humanistisk Akademi, i Lillehammer har av hans familj fått tillåtelse att använda Nansens namn för att bära hans humanitära engagemang vidare.

## Utmärkelser

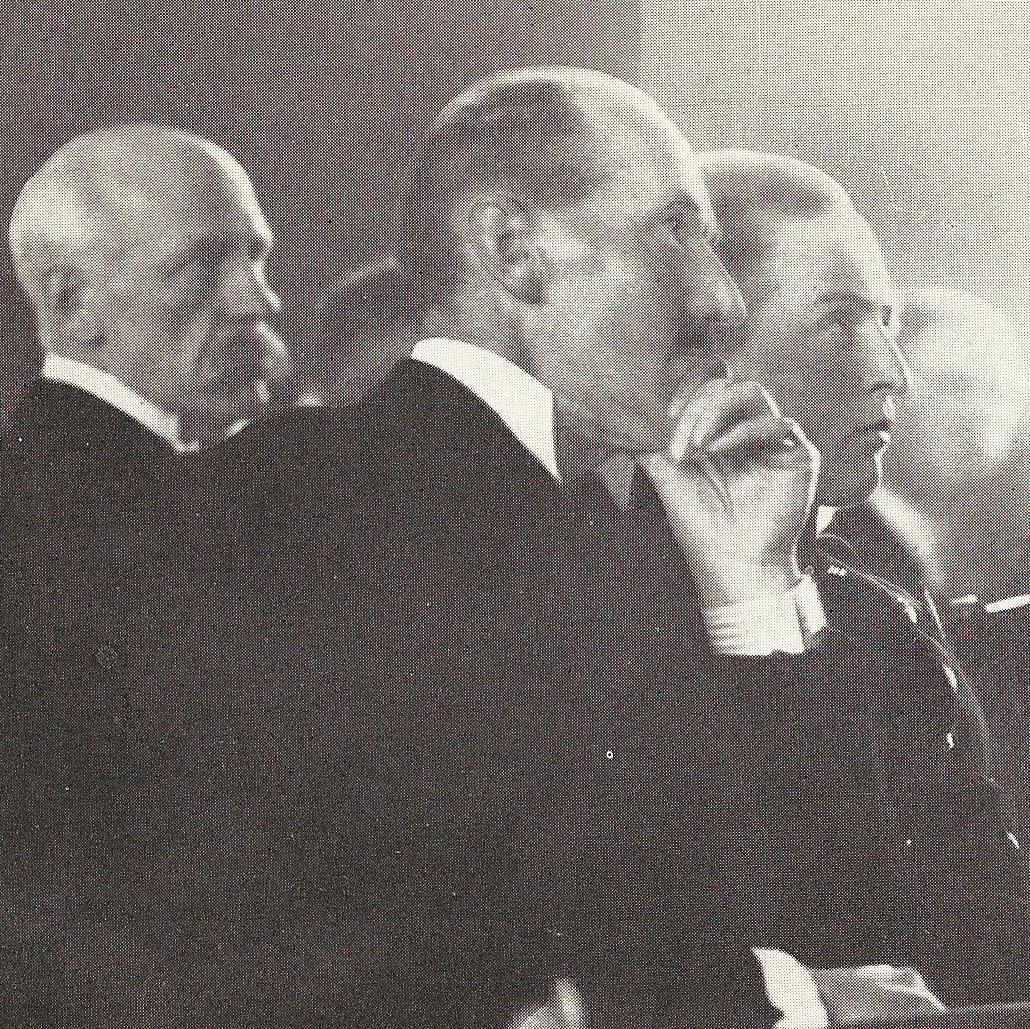
Fridtjof Nansen (längst till vänster) tillsammans med kung Håkon och dåvarande kronprins Olav under utdelningen av Nobels fredspris 1922.

Nansen mottog en rad norska och utländska utmärkelser utöver Nobels fredspris. Han blev riddare av Sankt Olavs Orden 1889, fick storkorset av samma orden 1896 och storkorset med kedja 1925. Bland hans många utländska ordnar finns Dannebrogsorden (riddare), den brittiska Viktoriaorden (storkors) och den franska Hederslegionen (kommendör). Nansen blev också hedrad med storkors av den bayerska Sankt Mikaels förtjänstorden och erhöll storkorset av Italiens kronorden, utnämndes till storofficer av den italienska Sankt Mauritius och Sankt Lasarus orden, riddare av 1:a klass av den ryska Sankt Stanislaus orden och fick storkorset av den österrikiska Frans Josefsorden.  År 1897 tilldelades Nansen den danska Fortjenstmedaljen i guld med krona.
Han var hedersdoktor vid flera utländska universitet, och medlem av en rad akademier och sällskap, däribland Det Norske Videnskaps-Akademi och Det Kongelige Norske Videnskabers Selskab i Norge. Efter hans död skänktes hans stora ordenssamling till Universitetets Myntkabinett, nu Myntkabinettet vid Kulturhistorisk museum. Här är den fortfarande en av de viktigaste samlingarna.

## Eftermäle
Idrettslaget Nansen i Dalsbygda i Os i Østerdalen, bildat 1899, har sitt namn efter Nansen. Detsamma har Nansen Ski Club i Berlin, New Hampshire i USA.
En rad geografiska namn är givna till minne av Nansen: Nansenbassängen i Ishavet, Nansenön i Karahavet, Nansenön i Frans Josefs land, Nansenön i Antarktis, Fridtjof Nansenberget i Antarktis, Nansenberget i Kirgizistan, Nansentoppen på Svalbard. Både på månen och på Mars finns en krater uppkallad efter Nansen, och asteroiden Nansenia är uppkallad efter Nansen.
Fridtjof Nansens plats finns i Tromsø, Oslo och Köpenhamn. Vägar eller gator med Nansens namn finns i Askim, Uddevalla, Bergen, Bodø, Drammen, Egersund, Fredrikstad, Høyanger, Kirkenes, Kopervik, Kristiansund, Larvik, Mandal, Mo i Rana, Molde, Moss, Namsos, Narvik, Oslo, Porsgrunn, Sarpsborg, Skien, Stavanger, Tromsø, Trondheim, Vardø, Øvre Årdal och Ålesund och i Andenes, Bryne, Fjellhamar, Gardermoen, Gjøvik, Hamar, Kongsberg, Lillestrøm, Lysaker och Notodden. I Storbritannien finns de i Ardwick, Bembridge, Belfast, Blackburn, Clacton-on-Sea, Consett, Corby, Daventry, Farsley, Fleetwood, Gatley, Glasgow, Gravesend, Ipswich, Leeds, Leicester, Liverpool, Manchester, Newcastle, Poole, Rochford, Rothwell, Salford, Saltley, Scarborough, Stretford och Warrington. I Tyskland finns de i Berlin, Delmenhorst, Essen, Frechen, Lübeck-Brandenbaum och Stieghorst. Annorstädes finns de i Asserbo, Horsens, Köpenhamn, Lundby, Løkken-Vrå, Odense, Slagelse, Svaneke och Århus i Danmark; på Hisingen i Göteborg och i Västerås i Sverige, Fushë Kosovë i Kosovo, Spittal an der Drau i Österrike, Gouda i Nederländerna, Jerevan i Armenien, Zürich i Schweiz, Amnéville och Rouen i Frankrike, Sofia i Bulgarien, Anderlecht i Belgien, Kapstadenn i Sydafrika samt i Flushing och Forest Hills i Queens, New York, i Cincinnati, Ohio, i Gloucester City, New Jersey, i Orlando, Florida och i San Diego, Kalifornien i USA.
Förutom de norska kungarna är Fridtjof Nansen den person som är avbildad på flest norska frimärken (13 stycken). Därtill är han avbildad på en lång rad utländska frimärken. Nansen var avbildad på den blå norska femkronorssedeln som utgavs 1955–1963 och på den blå tiokronorssedeln som utgavs 1972–1984.
KNM Fridtjof Nansen, huvudskeppet i Fridtjof Nansen-klassen av fregatter, är uppkallat efter Nansen. Nansen är avbildad under rubriken ”Real Norwegian” på stjärtfenan på en av Norwegian Air Shuttles Boeing 737-300.
Sparkstöttingen Nansen-sparken som tillverkades av Nansen Produkter på Vegårshei var förutom firman själv den enda produkt som Fridtjof Nansen personligen gav tillåtelse att bära hans namn. Åsnes Ski tillverkar fjällskidor med modellbeteckningen Nansen. Skidorna pryds av bilder av Fridtjof Nansen och Fram. Dessutom har Nansen fått en konjak uppkallad efter sig, Nansen Cognac. År 2007 fick också Nansen en akvavit uppkallad efter sig, Nansen Aquavit.

## Bildgalleri

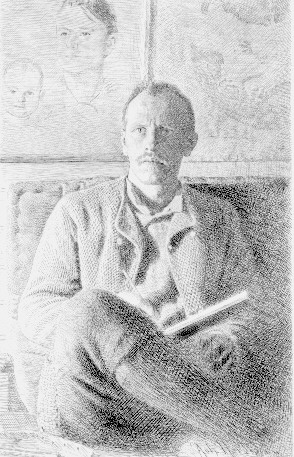
Fridtjof Nansen
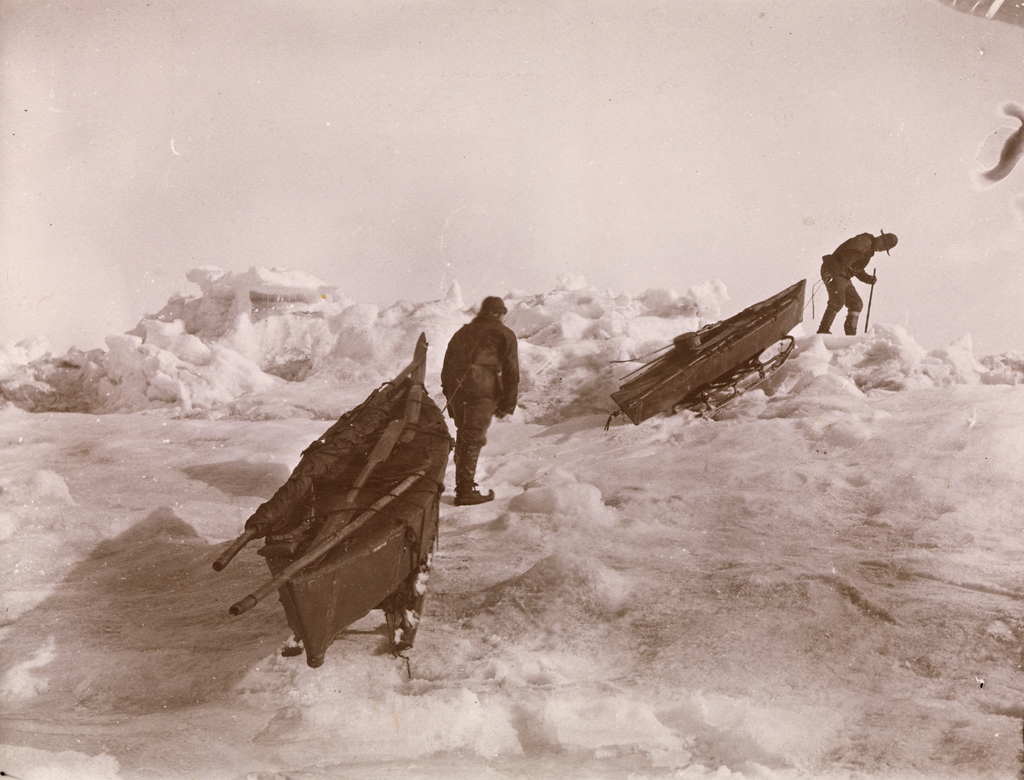
Nansen på kälke över isen.
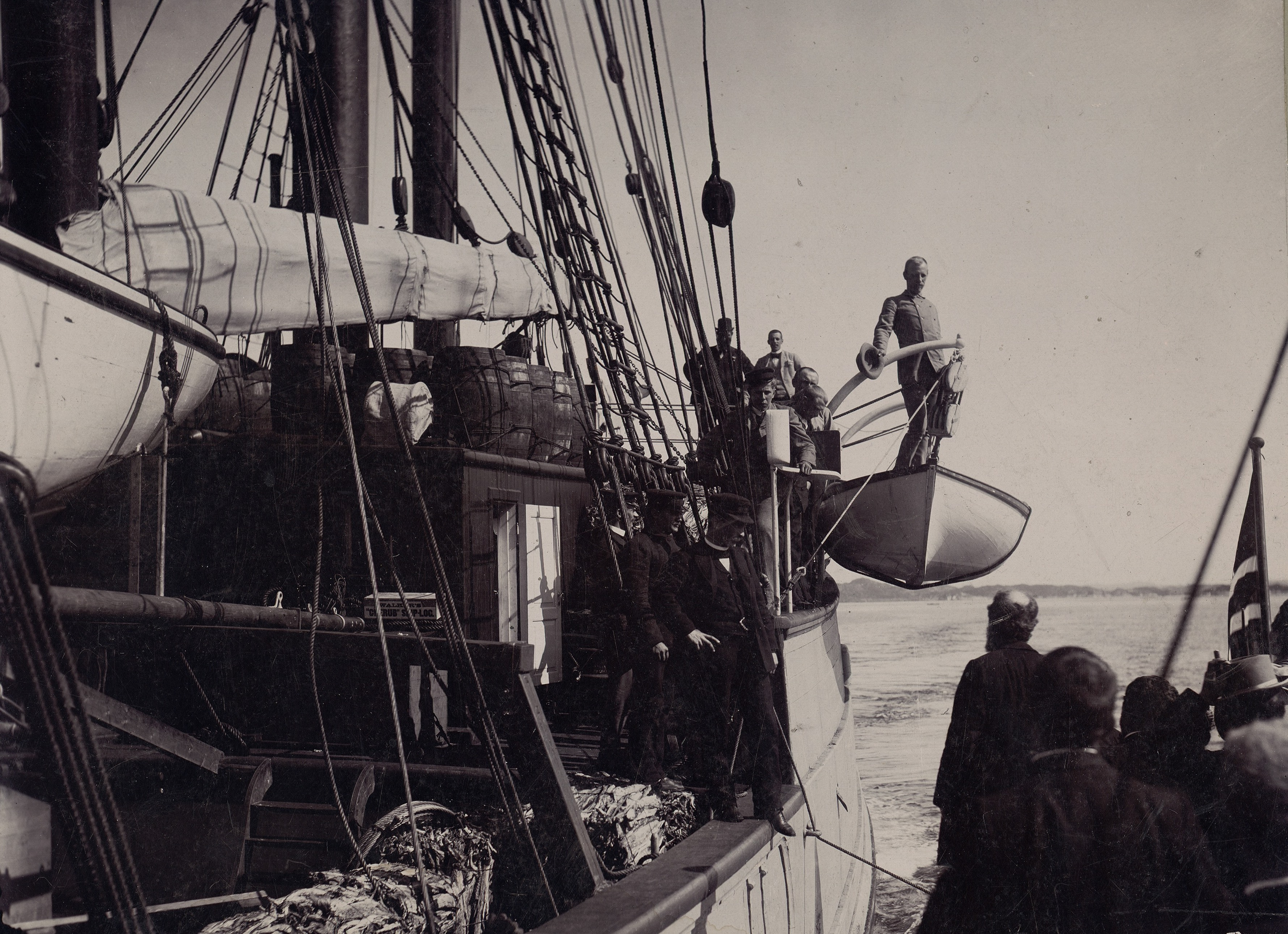
Nansen i Bergens hamn på väg norrut.
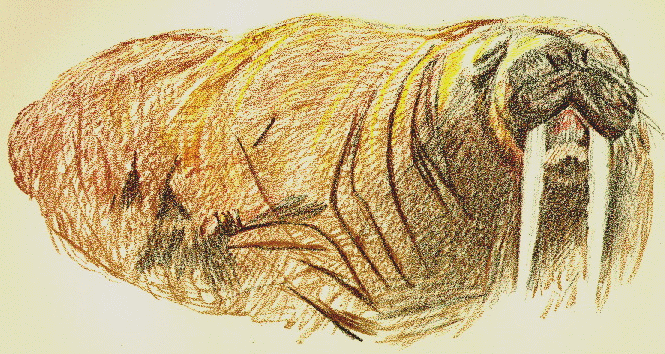
Nansen var en habil tecknare. Teckning av valross från 1893.
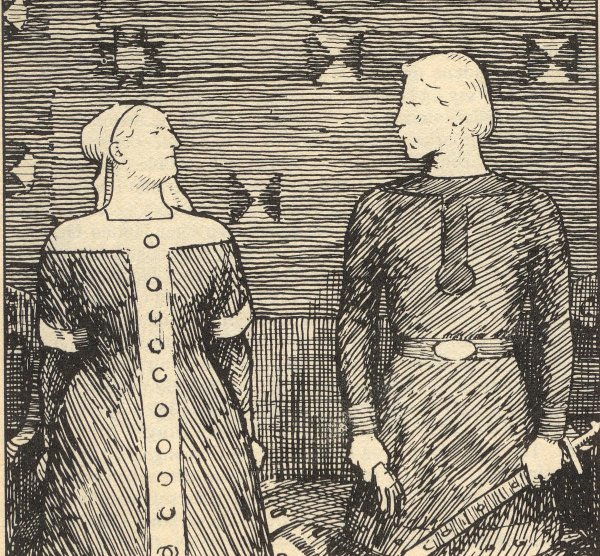
Nansen stod modell för Werenskiolds teckningar av Olav Tryggvason i Heimskringla.
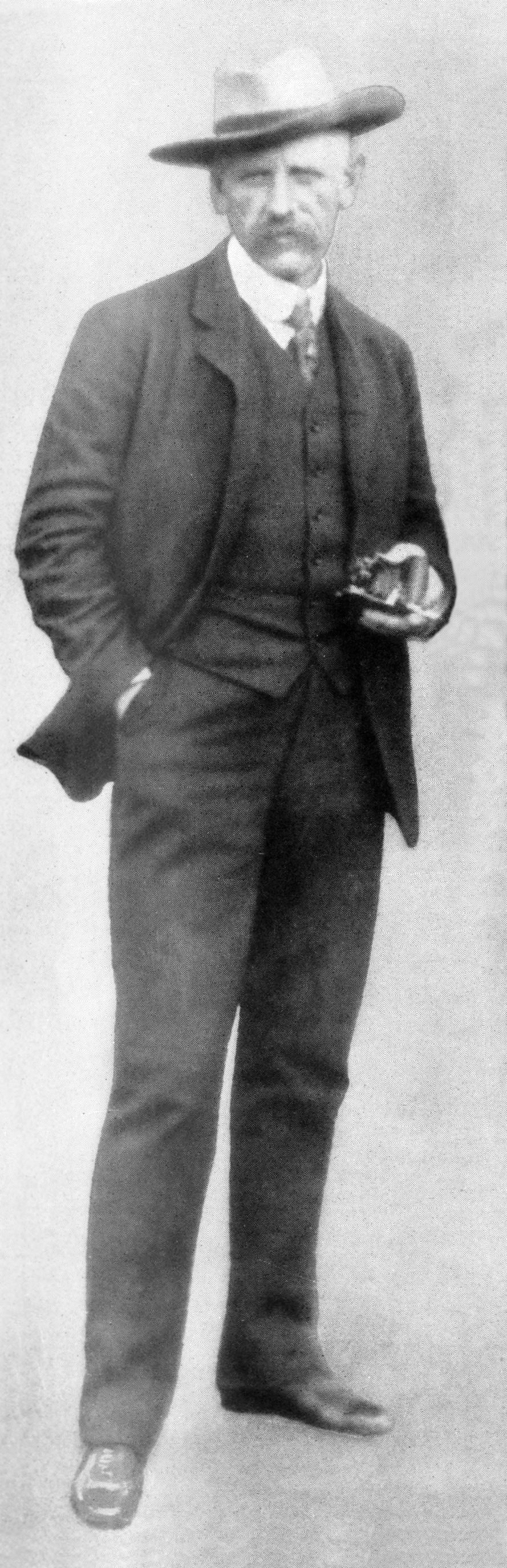
Gjennem Sibirien